# 山东碘泡虫
山东碘泡虫（学名：Myxobolus shantungensis）为碘泡科碘泡虫属的动物。在中国，分布于山东、湖南等，营寄生生活，寄生在鳃（鳙）、鳃耙（鲤）。